# Rahim Yar Khan
Rahim Yar Khan es una localidad de Pakistán, en la provincia de Punyab.

## Demografía
Según estimación 2010 contaba con 353.112 habitantes.